# Dimetylohydrazyna
Dimetylohydrazyna – nazwa mogąca odnosić się do dwóch izomerycznych organicznych związków chemicznych:
- 1,1-dimetylohydrazyny (określanej jako dimetylohydrazyna niesymetryczna, UDMH – z ang. unsymmetrical dimethylhydrazine), NH
2−N(CH
3)
2
- 1,2-dimetylohydrazyny (określanej jako dimetylohydrazyna symetryczna, sDMH – z ang. symmetrical dimethylhydrazine), CH
3−NH−NH−CH
3.